# 氷川きよし・演歌名曲コレクション6〜一剣〜
『氷川きよし・演歌名曲コレクション6〜一剣〜』は、日本の演歌歌手氷川きよしのアルバムである。2006年6月28日発売。発売元はコロムビアミュージックエンタテインメント。

## 概要
- 通常盤と初回限定盤の2形態リリース。
- 初回限定盤には「一剣」のニューバージョンMV収録のDVD付

## 収録曲
1. 一剣(4:43)
作詞：松井由利夫、作曲：水森英夫、編曲：佐伯亮
2. 玄海月夜(4:38)
作詞：菅麻貴子、作曲：宮下健治、編曲：蔦将包
3. 朱雀(4:10)
作詞：麻こよみ、作曲：杜奏太朗、編曲：南郷達也
4. きよしの森の石松(5:10)
作詞：松井由利夫、作曲：水森英夫、編曲：伊戸のりお
5. おもかげ峠(4:25)
作詞：菅麻貴子、作曲：杜奏太朗、編曲：南郷達也
6. 君去りて今は(4:18)
作詞：仁井谷俊也、作曲：水森英夫、編曲：伊戸のりお
7. 柿の木坂の家(3:22)
作詞：石本美由起、作曲：船村徹、編曲：石倉重信
8. お富さん(2:42)
作詞：山崎正、作曲：渡久地政信、編曲：石倉重信
9. 人生の並木路(3:38)
作詞：佐藤惣之助、作曲：古賀政男、編曲：石倉重信
10. 丘を越えて(2:26)
作詞：島田芳文、作曲：古賀政男、編曲：石倉重信
11. 裏町人生(3:46)
作詞：島田磬也、作曲：阿部武雄、編曲：石倉重信
12. 刃傷松の廊下(3:35)
作詞：藤間哲郎、作曲：桜田誠一、編曲：石倉重信